# 卢柯
卢柯（1965年5月23日—），男，原籍河南汲县，生于甘肃华池，中科院院士，中国材料科学家，九三学社中央副主席，第十三届辽宁省政协副主席，沈阳材料科学国家研究中心主任。

## 生平
1985年毕业于南京理工大学金属材料及热处理专业，1990年在中国科学院金属研究所获工学博士学位。2001年7月到2012年7月任中国科学院金属研究所所长、研究员，2003年当选为中国科学院院士。
2005年至2007年兼任上海交通大学材料科学与工程学院院长。
2012年12月，当选九三学社第十三届中央委员会副主席。2017年11月，任沈阳材料科学国家研究中心主任。2017年12月，当选九三学社第十四届中央委员会副主席。
2018年1月，当选第十三届全国政协委员。同年10月11日，任辽宁省人民政府副省长，负责科技、卫生健康、体育等方面工作。
2020年获得未来科学大奖物质科学奖。
2023年1月，当选为辽宁省政协副主席。